# Dysidea tenuifibra
Dysidea tenuifibra är en svampdjursart som först beskrevs av Burton 1932.  Dysidea tenuifibra ingår i släktet Dysidea och familjen Dysideidae. Inga underarter finns listade i Catalogue of Life.